# Johan Poppelman
Johan Poppelman, född 6 oktober 1649 i Varberg, död 30 juni 1725, professor, biskop i Göteborgs stift 1711-1725. Johan Poppelman var son till Johan Casparsson Poppelman och hans hustru Catharina Krakow.
J Poppelman var student vid Lunds universitet 1668-71 och filosofie magister i Wittenberg 1675. lektor vid Göteborgs gymnasium 1673-92, därunder studier i Tyskland med bibehållen lön 1678-88, Teologie doktor 1685, studier i Leipzig, Erfurt, Frankfurt, Helmstedts universitet, Rostock, Greifswald och Köpenhamn,, teologie professor i Lund 1692, rektor vid universitetet i Lund 1695-1707. Vid biskopsvalet i Göteborg efter Laurentius Norrmannus år 1703 fick han 91 röster och den ende medtävlaren Olaus Nezelius 2. Det oaktat utnämndes Nezelius av kungen som först vid nästa biskopsval gav Poppelman fullmakten den 21 april 1711 (daterad i Bender). Poppelman företrädde en ortodox luthersk teologi. 
Poppelman var gift med Rebecka Schomera, en dotter till biskop Daniel Larsson Wallerius och Margareta Schomera. Han bodde på svärfaderns gård i Sävenäs och begravdes i dennes grav i Örgryte kyrka. Herdaminnena anger endast tre söner, alla präster, men om de två döttrarna är ingenting känt, men enligt Biografiskt Lexikon hade han 12 barn, av vilka 5 överlevde föräldrarna: prästerna Elieser och Daniel, officeren Johan och räntmästaren Carl samt döttrarna Margareta och Katarina. 